# Мангареванцы
Мангареванцы — коренное население о. Мангарева и соседних мелких островов (острова Гамбье) в составе архипелага Туамоту. Язык — мангареванский (мангаревский, мангарева). Письменность на основе латиницы введена в XIX в. Переселились с других островов группы Туамоту, куда прибыли в XIII в. с Маркизских о-вов (о. Руапоу).
Земледелие и рыболовство — главные отрасли хозяйства. Выращивают хлебное дерево, кокосовую пальму, таро, ямс, батат, сахарный тростник, шелковицу. В рыбной ловле использовали леску, крючки из раковин, кокосовой скорлупы, из дерева (на акул), сети, плетеные ловушки, били рыбу копьем. Ночью охотились с факелом. Ловили крабов, осьминогов, моллюсков, собирали жемчуг. До XIX в. разводили свиней.
Из ремесел развиты плотницкое (строительство домов и лодок), изготовление оружия, деревянной скульптуры, тапы, плетение (корзины, сумки, веера, ловушки). Орудия труда: сажальный кол, каменные топора, скребки из раковин. Использовали весельные лодки и плоты.
Традиционная пища — ферментированные, растерые и запеченные плоды хлебного дерева (попои), мяготь кокоса (роро), пасты из листьев кордилины, тушеные клубни таро, ямса. Рыбу и др. морские продукты пекут или сушат. Мясная пища — по праздникам. В прошлом имел место каннибализм. В отличие от других полинезийцев никогда не ели крыс и жмых кокосового ореха.
Поселение — кучевое, вместе с огородами обнесено каменной стеной. Дом — спальная хижина, кухня — отдельная. Крыши — из листьев пандануса. У храмов строился каменный фундамент. Общинные дома имели открытый передний фасад. Опорные столбы и концы стропил украшались резьбой, фигурами богов.
Тип одежды — общеполинезийский, был дополнен у женщин куском тапы, перекинутым через плечо. Воины носили юбки из бананого листа, тюрбаны из тапы и венки из перьев.
Оружие — палица, копье, лук, стрелы, праща. Наконечники — из рыбьей кости.
Музыкальные инструменты — барабан (из акульей кожи), гонг, бамбуковая флейта, свистулька.
Поселение состояло из нескольких семейных общин. Брак — патрилокальный, родство — билатеральное.
Сословия: общинники (уруману), зажиточный средний слой (пакаора), воины (аретоа), вожди (арики). Выделялись наследственные артисты (тогоити), жрецы (таура), прорицатели (акарата), особым почетом пользовались плотники (таура ракау).
Пантеон богов — общеполинезийский, Традиционный уклад в настоящее время полностью утрачен.